# Bệnh viện Đại học Y Dược, Thành phố Hồ Chí Minh
Bệnh viện Đại học Y Dược (tên tiếng Anh: University Medical Center, Ho Chi Minh City) là một bệnh viện đại học trực thuộc Đại học Y Dược Thành phố Hồ Chí Minh được thành lập vào ngày 18/10/2000, tọa lạc trên đường Hồng Bàng, phường 11, quận 5, thành phố Hồ Chí Minh và cạnh bên trụ sở chính của Đại học Y Dược Thành phố Hồ Chí Minh.

## Quá trình hình thành và phát triển
Năm 1994, Đại học Y Dược Thành phố Hồ Chí Minh cho ra đời phòng khám đa khoa có giường lưu.
Năm 2000, Bệnh viện Đại học Y Dược được thành lập theo Quyết định số 3639/2000/QĐ-BYT ngày 18/10/2000, trên cơ sở sáp nhập 3 phòng khám Đa Khoa thuộc Khoa Y, Khoa Điều dưỡng-Kỹ thuật Y học và Khoa Y học Cổ truyền.
Năm 2006, khởi công xây dựng tòa nhà 15 tầng.
Năm 2011, ký kết thỏa thuận hợp tác với Tập đoàn Hoàng Anh Gia Lai thành lập Bệnh viện Đại học Y Dược - Hoàng Anh Gia Lai (tên tiếng Anh: Medical University – Hoang Anh Gia Lai Hospital) tại thành phố Pleiku, tỉnh Gia Lai. Đây là bệnh viện liên kết đầu tiên của Bệnh viện Đại học Y Dược nói riêng, Đại học Y Dược Thành phố Hồ Chí Minh nói chung.
Năm 2013, tòa nhà mới chính thức đưa vào hoạt động. Đến ngày 24/4, Bệnh viện Đại học Y Dược TPHCM được Bộ Y tế xếp hạng I.
Năm 2018, đưa vào hoạt động phòng khám đa khoa Bệnh viện Đại học Y Dược 1 (hợp tác công - tư).

## Các giám đốc bệnh viện
- 18/10/2000 - 07/2008: NGND.GS.TS.BS Nguyễn Đình Hối - Giám đốc đầu tiên[5]
- 07/2008 - 02/2010: NGUT.PGS TS. Phan Chiến Thắng (từ tháng 7/2008 đến tháng 9/2008 đảm nhận Quyền Giám đốc)[5].
- 02/2010 - 04/2015: NGUT.PGS.TS.BS Võ Tấn Sơn[5][7].
- Từ 15/04/2015: NGUT.PGS.TS.BS Nguyễn Hoàng Bắc[8][9]

## Tầm nhìn, sứ mệnh, giá trị cối lõi
Tầm nhìn: Trở thành bệnh viện đại học hàng đầu Việt Nam và đạt chuẩn quốc tế.
Sứ mệnh: Mang đến giải pháp chăm sóc sức khỏe tối ưu bằng sự tích hợp giữa điều trị, nghiên cứu và đào tạo.
Giá trị cốt lõi: Tiên phong - Thấu hiểu - Chuẩn mực - An toàn

## Những con số
- 3 cơ sở[10].
- 1 bệnh viện liên kết, 1 phòng khám đa khoa[10].
- 1.000 giường bệnh[10].
- 30.000 trường hợp phẫu thuật/năm[10].
- 80.000 lượt người điều trị nội trú/năm[10].
- 2.500.000 lượt người điều trị ngoại trú/năm[10].

## Cơ cấu tổ chức

### Các phòng và trung tâm chức năng (12)
- Phòng Kế hoạch tổng hợp.
- Phòng Điều dưỡng.
- Phòng Khoa học và Đào tạo.
- Phòng Vật tư thiết bị.
- Phòng Hành chính.
- Phòng Quản trị tòa nhà.
- Phòng Tổ chức cán bộ.
- Phòng Tài chính kế toán.
- Phòng Công tác xã hội.
- Phòng Quản lý chất lượng.
- Phòng Bảo hiểm y tế.
- Trung tâm Truyền thông.

### Trung tâm (05)
- Trung tâm Huấn luyện và Phẫu thuật nội soi.
- Trung tâm Tim mạch.
- Trung tâm Nghiên cứu lâm sàng.
- Trung tâm Khoa học thần kinh.
- Trung tâm Ung thư.

### Khoa Lâm sàng (34)
- Khoa Cấp cứu.
- Khoa Khám bệnh.
- Khoa Nội tiết.
- Khoa Nội tim mạch.
- Khoa Tim mạch can thiệp.
- Khoa Thần kinh.
- Khoa Tai - Mũi - Họng.
- Khoa Phụ sản.
- Khoa Tiêu hóa.
- Khoa Hô hấp.
- Khoa Phẫu thuật hàm mặt - Răng hàm mặt.
- Khoa Lồng ngực - mạch máu.
- Khoa Mắt.
- khoa Tạo hình Thẩm mỹ.
- Khoa Phẫu thuật tim mạch người lớn.
- Khoa Phẫu thuật tim trẻ em.
- Khoa Khám sức khỏe theo yêu cầu.
- Khoa Phục hồi chức năng.
- Khoa Ngoại tiêu hóa.
- Khoa Ngoại Gan - mật - tụy.
- Khoa Hậu môn - Trực tràng.
- Khoa Gây mê - Hồi sức.
- Khoa Hồi sức tích cực.
- Khoa Lão - chăm sóc giảm nhẹ.
- Khoa Tiếu niệu.
- Khoa Ngoại thần kinh.
- Khoa Chấn thương chỉnh hình.
- Khoa Hóa trị ung thư.
- Khoa Nội thận - thận nhân tạo.
- Khoa Nội cơ xương khớp.
- Khoa Da liễu - Thẩm mỹ da.
- Khoa Niệu học chức năng.
- Khoa Tuyến vú.
- Khoa Sơ sinh.

### Khoa Cận lâm sàng (10)
- Khoa Chẩn đoán hình ảnh.
- Khoa Thăm dò chức năng hô hấp.
- Khoa Kiểm soát nhiễm khuẩn.
- Khoa Giải phẫu bệnh.
- Khoa Dinh dưỡng - Tiết chế.
- Khoa Nội soi.
- Khoa Xét nghiệm.
- Khoa Dược.
- Khoa Vi sinh.
- Khoa Y học hạt nhân.

### Đơn vị (31)
- Đơn vị Can thiệp mạch máu tạng.
- Đơn vị Dị ứng - Miễn dịch lâm sàng.
- Đơn vị Trị liệu và Y học tái tạo.
- Đơn vị Bệnh học giới tính nam/
- Đơn vị Nhịp tim học.
- Đơn vị Hình ảnh tim mạch.
- Đơn vị Can thiệp nội mạch.
- Đơn vị Huấn luyện siêu âm tim.
- Đơn vị Rối loạn vận động.
- Đơn vị Đột quỵ.
- Đơn vị Tâm lý lâm sàng.
- Đơn vị Trí nhớ và Sa sút trí tuệ.
- Đơn vị Đào tạo liên tục.
- Đơn vị Rối loạn vận động tiêu hóa.
- Đơn vị Quản lý đấu thầu.
- Trạm Y tế cơ quan.
- Đơn vị Điều trị Đau.
- Đơn vị Hồi sức Ngoại thần kinh.
- Đơn vị Phẫu thuận bệnh lý cột sống và Thần kinh ngoại biên.
- Đơn vị Can thiệp nội mạch thần kinh.
- Đơn vị Quản lý Đái tháo đường.
- Đơn vị Bàn chân Đái tháo đường.
- Đơn vị Ung thư Gan mật và Ghép gan.
- Đơn vị Gây mê hồi sức Phẫu thuật tim mạch.
- Đơn vị Rối loạn giấc ngủ.
- Đơn vị Điều trị khe hở môi vòm miệng.
- Đơn vị Chẩn đoán trước sinh.
- Đơn vị Sàn - Đáy chậu.
- Đơn vị Bệnh viêm ruột gan.
- Đơn vị Hỗ trợ sinh sản.
- Đơn vị Đầu tư - Kiểm toán nội bộ.

## Đội ngũ
- 92 Giáo sư/Phó Giáo sư[10].
- 112 Tiến sĩ Bác sĩ và 72 Bác sĩ chuyên khoa II[10].
- 457 Thạc sĩ Bác sĩ và 242 Bác sĩ chuyên khoa I[10].
- 1.420 điều dưỡng[10].
- 1.318 nhân viên y tế khác[10].

## Thành tích
- Đào tạo 2.200 phẫu thuật viên trong và ngoài trước (Trung tâm Huấn luyện Phẫu thuật Nội soi)[10].
- Năm 2018, Khoa Ngoại Gan – Mật – Tụy thực hiện thành công phẫu thuật ghép gan đầu tiên từ người cho sống[10].
- Khoa Ngoại Tiêu hóa là một trong những đơn vị có số lượng phẫu thuật nội soi đứng đầu cả nước. Tỉ lệ sống còn sau 5 năm của người bệnh ung thư đường tiêu hóa đạt trên 70%[10].
- Huân chương Lao động hạng Nhất[11][12][13][14][15][16].
- Huân chương Lao động hạng Nhì[17].
- Danh hiệu Anh hùng Lao động thời kỳ đổi mới[18][19]..
- Cờ truyền thống của Ủy ban nhân dân Thành phố Hồ Chí Minh[17].

## Cơ sở điều trị nội - ngoại trú, phòng khám đa khoa và bệnh viện liên kết

### Cơ sở 1
Địa chỉ: 215 Hồng Bàng, phường 11, quận 5, thành phố Hồ Chí Minh. Là trụ sở chính với các phòng ban chức năng và đủ các khoa chuyên ngành.

### Cơ sở 2
Địa chỉ: 201 Nguyễn Chí Thanh, phường 12, quận 5, thành phố Hồ Chí Minh. Chuyên về phụ sản và tai mũi họng. Khoa Điều dưỡng - Kỹ thuật Y học (Đại học Y Dược Thành phố Hồ Chí Minh) có văn phòng tại đây.

### Cơ sở 3
Địa chỉ: 221B Hoàng Văn Thụ, phường 8, quận Phú Nhuận, thành phố Hồ Chí Minh. Chuyên về Y học cổ truyền. Khoa Y học cổ truyền (Đại học Y Dược Thành phố Hồ Chí Minh) có văn phòng tại đây.

### Phòng khám Bệnh viện Đại học Y Dược 1
Địa chỉ: 20-22 Dương Quang Trung, phường 12, quận 10, thành phố Hồ Chí Minh.
Phòng khám có quy mô 10 tầng, diện tích 5.000 m2, tọa lạc tại đường Sư Vạn Hạnh, Q.10, TP.HCM, có chức năng khám, điều trị ngoại trú trong ngày, với nhiều chuyên khoa: tim mạch, sản phụ khoa, nhi, tai mũi họng, xét nghiệm, chẩn đoán...
Có 30 phòng khám được đầu tư trang thiết bị hiện đại, theo mô hình chuẩn quốc tế của Bệnh viện Đại học Y Dược TP.HCM.
Đây là mô hình hợp tác công - tư giữa Bệnh viện Đại học Y Dược và Công ty cổ phần đầu tư y tế Y Việt, với lực lượng khám chữa bệnh là các giáo sư, bác sĩ của Bệnh viện Đại học Y Dược.

### Bệnh viện Đại học Y Dược - Hoàng Anh Gia Lai
Địa chỉ: Khu phố mới, Quốc lộ 19, Phường Trà Bá, TP.Pleiku, tỉnh Gia Lai.
Bệnh viện liên kết với Tập đoàn Hoàng Anh Gia Lai. Bệnh viện có diện tích 5 hecta, diện tích xây dựng: 14.000 m2. Bệnh viện đa khoa cao cấp có quy mô 200 giường. Tổng giá trị đầu tư: 200 tỷ đồng được chia làm 2 giai đoạn: Giai đoạn 1 (Hai năm đầu): giá trị đầu tư: 160 tỷ đồng. Giai đoạn 2 (Ba năm tiếp theo): giá trị đầu tư: 40 tỷ đồng. Bệnh viện chính thức đi vào hoạt động vào 02 tháng 1 năm 2012.
Đây là bệnh viện chất lượng cao, tiêu chuẩn quốc tế, đảm bảo khám chữa bệnh tại chỗ cho nhân dân trong tỉnh và các tỉnh lân cận, góp phần giảm sự quá tải cho các bệnh viện của tỉnh Gia Lai và tỉnh Kon Tum. Bệnh viện sẽ tiếp nhận và điều trị cho bệnh nhân tại các tỉnh lân cận của Lào như Sêkông, Chămpasắc, Atapư và các tỉnh của Campuchia như Stungtreng, Ratanakiri, góp phần tạo mối đoàn kết anh em với các nước bạn.
Trong tương lai bệnh viện sẽ được nâng cấp lên 500 giường, trong đó Hoàng Anh Gia Lai sẽ đầu tư 100% vốn xây dựng và mua thêm trang thiết bị hiện đại. Bệnh viện Đại học y dược TP Hồ Chí Minh tăng cường thêm Giáo sư, Tiến sỹ, Bác sỹ đầu ngành có chuyên môn sâu.

## Bảo hiểm y tế
Bệnh viện áp dụng đa dạng các hình thức thanh toán viện phí, bao gồm chế độ thanh toán bảo hiểm y tế, phối hợp cùng các công ty bảo hiểm sức khỏe triển khai dịch vụ bảo lãnh viện phí cho điều trị nội trú và ngoại trú với quy trình thanh toán nhanh gọn, tiện lợi, giúp tiết kiệm thời gian và chi phí cho người bệnh.

## Nhân vật tiêu biểu
- Nguyễn Đình Hối:  NGND, giáo sư tiến sĩ, bác sĩ ngoại khoa, hiệu trưởng Đại học Y Dược Thành phố Hồ Chí Minh, giám đốc bệnh viện Đại học Y Dược đầu tiên.

## Đánh giá

### Lãnh đạoBộ Y tế
- Bộ trưởng Bộ Y tế Nguyễn Thị Kim Tiến đã chúc mừng BV với 3 điểm nổi bật: là bệnh viện thuộc trường đại học đầu tiên được thành lập; là một trong những bệnh viện lớn nhất về quy mô và chất lượng khám chữa bệnh; là bệnh viện đi đầu trong năng động cơ chế thị trường, dám nghĩ, dám làm, dám chịu trách nhiệm[17].